# فستوكة مغربية
الفستوكة المغربية أو الفستوكة النوميدية (باللاتينية: Festuca numidica) نوع نباتي يتبع جنس الفستوكة من الفصيلة النجيلية.

## الموئل والانتشار
موطنها المغرب العربي.

## الوصف النباتي
النبات عشبي معمر.

## مرادفات الاسم العلمي
- (باللاتينية: Festuca plicata subsp. numidica Batt. & Trab.)